# 聖母マリアへの連祷
『聖母マリアへの連祷』(せいぼマリアへのれんとう、ポーランド語: Litania do Marii Panny) 作品59は、カロル・シマノフスキが作曲したソプラノ独唱、女声合唱とオーケストラのための歌曲集である。歌曲集としてはシマノフスキ最後の作品であるだけでなくシマノフスキのほとんど最後の作品でもある。この作品の完成の4年後にシマノフスキは亡くなったが、その間に完成された作品としては『2つのマズルカ』作品62しかない。

## 作曲の経過
交響曲第4番、ヴァイオリン協奏曲第2番などのシマノフスキの第3期を代表する大作が書かれたのと同じ時期に書かれているが、これらとは異なり筆の進みは遅かった。1930年の夏より作曲を始めたが、肺結核による健康悪化により作曲ははかどらず、3年後の1933年9月にようやく2曲を完成させるにとどまった。

## テクスト
歌詞はイェジ・リーベルト (Jerzy Liebert, 1904-1931) の一篇の七連詩によっている。
リーベルトの原詩は次のようなものである。
1.Łodzi z koralu,

  Serc Przewoźniczko

  Ponad głębiną,

  Kładko cedrowa

  W nas przerzucona――

  Przenieś mą miłość.
2.Granico prosta,

  Którą　Bóg serca

  Nasze przemierzył――

  Włącz ziemie żyzne

  Do ciała mego,

  Co puste leży
3.Dwunastodźwięczna

  Cytaro, której

  Struny są z nieba――

  Dźwięk mowy ludzkiej

  Dla ucha mego

  Przywróć　od nowa.
4.Łask Błyskawico

  Rozwiąż mi oczy,

  Bym w nich obudził:

  Matkę i ojca,

  Siostry i braci,

  I wszystkich ludzi.
5.O, wstąp w me grzechy,

  Jak w miasta judzkie,

  Swoim imieniem:

  Mario z Libanu!

  Mario z Egiptu!

  Mario z Betlehem!
6.Jak krzak skarlały,

  Jałowiec ciemny

  Jest moja wiara,

  Pozwól jej rosnąć,

  Panno wysoka,

  Ku niebu dalej!
7.Niech w Ciebie wejdzie,

  Za Tobą idzuie,

  Przed Tobą pada――

  Różo otwarta,

  Lipca pogodo,

  Psalmie Dawida!
当初シマノフスキは詩全体に音楽をつけるつもりだったが、途中で計画を変更し、2連 (第3連と第6連) のみ選んで作曲した。
現在聴くことができる『聖母マリアへの連祷』が、シマノフスキにとって最終形だったのか、それとも更に書き継ぐ予定の未完成版に過ぎないのかは判然としない。少なくとも、この2曲を除いてシマノフスキによるスケッチが存在しないことは確かであり、また、シマノフスキの手紙にも続きを書いたことをうかがわせるものはない。

## 曲の構成
- 第1曲 Dwunastodźwięczna cytaro (12音のキターラ)　4分の4拍子 アンダンテ モルト・トランクウィロ
  - アンティフォナに近い構成の曲で、先行してソプラノ独唱が歌ったあとに女声合唱が別の旋律と和声で独唱を支える。合唱の一部のパートには歌詞がついていない。
- 第2曲 Jak krzak skarlały (灌木の茂みのように)　4分の4拍子 アンダンテ
  - 合唱は入らず、ソプラノ独唱とオーケストラで演奏される。2曲目の歌詞は、シマノフスキの『スターバト・マーテル』の第3曲と親近性がある[3]。

## 編成
- フルート 2
- オーボエ 1
- イングリッシュ・ホルン 1
- クラリネット (B♭管) 2
- ファゴット 2
- ホルン (F管) 4
- トランペット (C管) 2
- ティンパニ
- 打楽器 (トライアングル、シンバル、タムタム)
- ハープ 1
- ソプラノ独唱
- 女声合唱 (ソプラノ、アルト)
- 弦5部

## 初演
シマノフスキの50歳の誕生日を祝って
1933年10月13日ワルシャワにおいて、グジェゴシュ・フィテルベルク指揮ワルシャワフィルハーモニー管弦楽団によって初演された。初演時のソプラノ独唱は、Stanislawa Korwin-Szymanoska (シマノフスキの妹) である。

## 演奏時間
約8分

### 注
1. ↑  別の資料[3]では、1931年の8月より作曲開始とある。
2. ↑  1931年にシマノフスキと同様に結核で亡くなったため、本曲の演奏を聴くことはなかった
3. ↑  全部ではなく、7連のうち5連を選んで作曲するつもりだったと書く資料[3]もある。
4. ↑  初演時の解説には「五章からなる作品のうちの二つの断章」と書かれていたり、初演時のスコアのコピーには「ソプラノ独唱、混声合唱、オーケストラのための」と書かれているなど、未完成作品であることをうかがわせる事実があるが、一方でシマノフスキが友人に宛てた手紙では完成作品であるように読める文章を残しており、判断しがたい[2]。